# Ana García Pan
Ana García Pan (La Coruña, 31 de agosto de 1950) es una pintora española.

## Trayectoria
Estudió en la Escuela de Artes Aplicadas y Oficios Artísticos de La Coruña desde 1963 a 1968. Cursó la carrera de Bellas Artes en la Escuela de San Fernando de Madrid, donde obtuvo beca de Paisaje en Segovia. En 1983, publicó su tesina Evolución artística y técnica de la obra pictórica de Ana García Pan. En 1987 comenzó a impartir clases como profesora asociada en la Escuela Superior de Bellas Artes de San Carlos de Valencia. En 1993, obtuvo una plaza de titular de Escuela Universitaria y se doctoró en Bellas Artes en el año 2003. Imparte clases en diversas asignaturas del Departamento de Dibujo.
Paralelamente a su actividad docente, García ha desarrollado su investigación artística, realizando exposiciones individuales  y participando en colectivas, desde 1969.  García Pan desde unos modos magicistas que la emparentan con Paul Klee, se acerca a las expresiones autóctonas del indigenismo suramericano. En espacios indeterminados se inscriben referencias formales, de significado oculto, con materia muy elaborada. Su informalismo es conceptual y recorre las gamas verdes, azules, grises y ocres con chispazos de carmín.
Ha formado parte de colectivos artísticos coruñeses y, junto a Menchu Lamas, es una de las pintoras gallegas más importantes.

## Reconocimientos
En 1969, García logró medalla de plata en el Certamen Nacional Juvenil de Arte, en Málaga. Fue becada por la Fundación Barrié de la Maza en 1970 y por la dotación de arte Castellblanch en 1974, para realizar estudios en Italia. Igualmente consiguió ayudas del Ministerio de Cultura en 1981 y el segundo premio en la Bienal de Alfafar en Valencia.